# Sapo-corredor
O sapo-corredor (Epidalea calamita, anteriormente incluído no género Bufo) é um sapo natural de zonas arenosas e zonas de charneca da Europa Ocidental e do Norte. Os adultos atingem os 60-70 mm de comprimento e distinguem-se facilmente do sapo-comum por terem uma risca amarela a meio do dorso. As suas patas posteriores são relativamente compridas, que lhes dá uma marcha característica, que os distingue de outras espécies de sapo. Desta forma de andar vem o seu nome comum, sapo-corredor.
O chamamento dos sapos-corredores é bastante alto e distinto, amplificado por um único saco vocal presente debaixo do queixo dos machos.

## Descrição
Pode atingir até aos 9 cm de comprimento. Desloca-se preferencialmente com movimentos rápidos dos membros, parecendo correr (e daí o seu nome comum), ao invés de saltar, sendo uma das características que o distingue do sapo-comum. Apresenta também uma risca cor-de-laranja distintiva no dorso. Tal como outros sapos, possui pele rugosa. Na cabeça são proeminentes duas glândulas paratóides. As pupilas dos olhos são horizontais e de forma elíptica com íris verde ou amarelada. A sua coloração é variável. No dorso apresenta normalmente padrões de verde escuro sobre verde claro, enquanto que o ventre é esbranquiçado ou acinzentado com manchas pretas ou castanhas.

## Distribuição
Pode ser encontrado por toda a Europa setentrional, ocidental e do norte, desde Portugal, até à Dinamarca a norte, sul da Suécia, e até à Ucrânia, Bielorrússia, Letónia e Estónia a leste. Há também algumas populações no sudoeste da Irlanda e Reino Unido. A altitude máxima a que são encontrados é de 2 540 m acima do nível do mar.
É abundante na maioria dos países onde ocorre, particularmente no sul. No Reino Unido, Irlanda, Bélgica, Dinamarca, Alemanha, Suécia e Estónia, entre outros países, as populações são mais localizadas e estão em declínio. Nas regiões mais a leste é considerado geralmente rara.

## Taxonomia
Foi inicialmente descrita como Bufo calamita por J. N. Laurenti em 1768. O nome Epidalea foi primeiro usado por E. D. Cope em 1864, mas até 2006 era ainda considerado um membro do género Bufo. Frost e colegas retiraram-no do género e recuperaram o nome Epidalea após estudos genéticos terem concluído pela sua distinção, em particular de Bufo viridis.

## Ciclo de vida

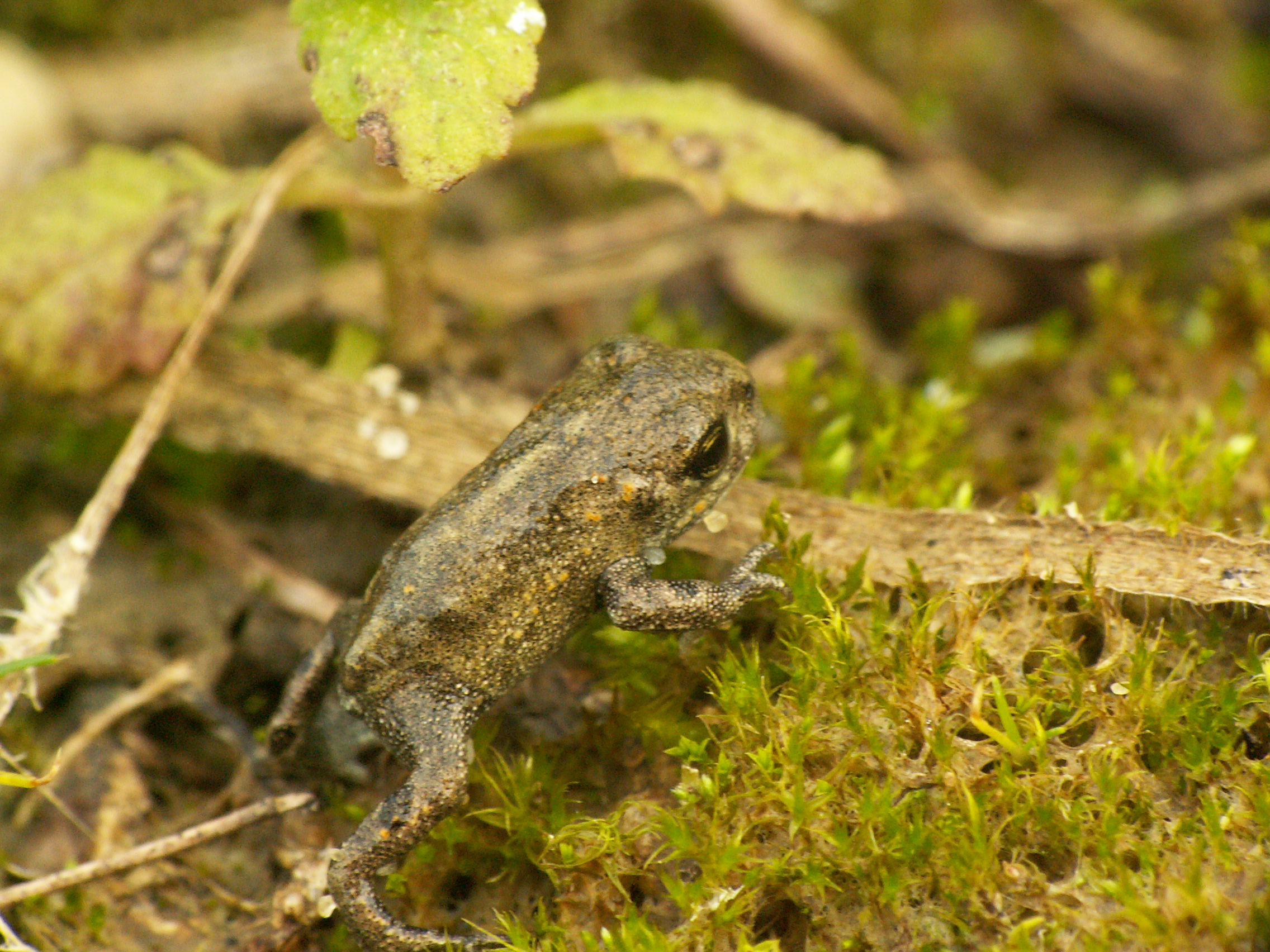
Um sapo-corredor juvenil

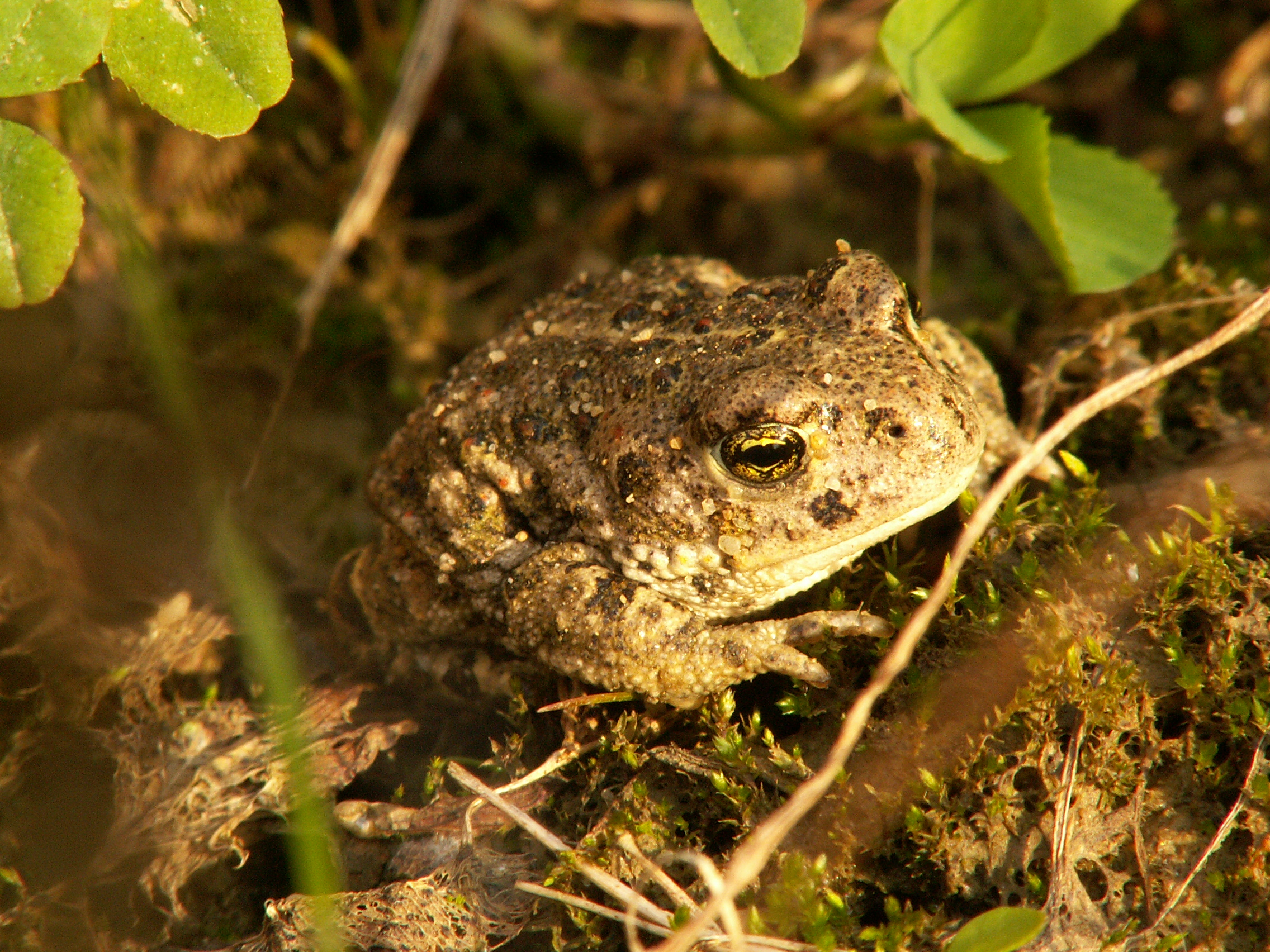
Um sapo-corredor ligeiramente mais velho, mas ainda não adulto

Este sapo vive até 5 anos de idade na natureza e alimenta-se de insetos, carunchos e outros pequenos animais. Durante a noite, deslocam-se em terreno descampado, e conseguem-se ver marcas das suas patas em areia solta. A distância que percorrem durante estas deslocações noturnas é considerável, permitindo que esta espécie colonize novos habitats rapidamente.

### Reprodução

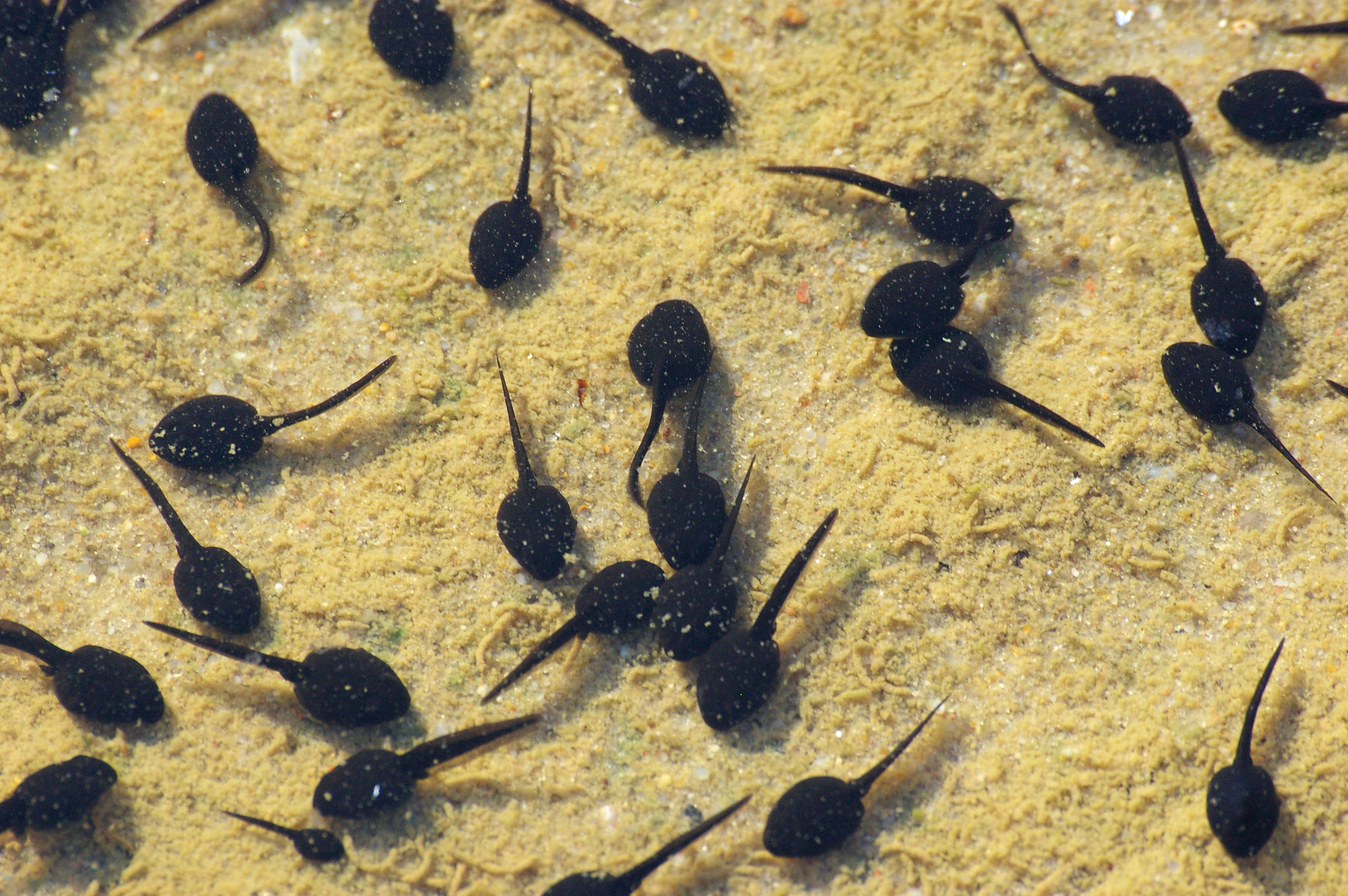
Girinos de sapo-corredor

O sapo-corredor reproduz-se entre Abril e Julho, deixando 'fios' de ovos em pequenos charcos não muito profundos. Os chamamentos altos são importantes porque o sapo-corredor normalmente encontra-se presente em números baixos e por isso é importante que machos e fêmeas consigam encontrar-se.
Para a reprodução ser bem sucedida, os charcos precisam ter uma inclinação suave com alguma vegetação nas margens e na água. Muitas vezes estes charcos são temporários e as larvas não tem tempo de se desenvolver completamente antes da água secar. Para compensar a elevada mortalidade, o sapo-corredor acasala várias vezes durante o Verão. Em Setembro, a idade dos juvenis varia de um a três meses. Aparentemente, os indivíduos que se reproduzem no início da época não são os mesmos que os mais tardios.

## Comportamento
O sapo-corredor tem hábitos noturnos, mas durante a época de reprodução está ativo também durante o crepúsculo e dia. Durante o dia permanece escondido debaixo de troncos e pedras ou em abrigos feitos por outros animais. É usual também enterrarem-se em terrenos arenosos ou de terra solta. Ao contrário da maioria dos anuros, deslocam-se a maioria das vezes não por saltos, mas por pequenas corridas, sendo por isso chamado de sapo-corredor.

## Habitat e ecologia
Pode ser encontrada em solos arenosos de dunas costeiras, charnecas de baixa altitude, semidesertos, montanhas, clareiras de pinhais, jardins, parques, campos agrícolas, pedreiras de areia e gravilha, e prados. É comum serem encontrados sapos-corredores debaixo pedras, em solos arenosos ou debaixo de detritos.

## Conservação
No Reino Unido, esta espécie é uma das três espécies de anfíbio protegida pelo Plano Nacional de Biodiversidade. As razões apresentadas para o seu estatuto de conservação são: perda de habitat devida a sobrepopulação humana, redução de habitat costeiro por causa da construção de diques e acidificação do habitat aquático pela ação de chuva ácida e outros tipos de poluição.